# Věčný stín Simpsonovy mysli
Věčný stín Simpsonovy mysli (v anglickém originále Eternal Moonshine of the Simpson Mind) je 9. díl 19. řady (celkem 409.) amerického animovaného seriálu Simpsonovi. Scénář napsal J. Stewart Burns a díl režíroval Chuck Sheetz. V USA měl premiéru dne 16. prosince 2007 na stanici Fox Broadcasting Company a v Česku byl poprvé vysílán 29. března 2009 na stanici ČT2.

## Děj
Jednoho zimního rána se Homer probudí v hromadě sněhu a nepamatuje si události předchozího dne, což komentuje slovy, že předchozí noc musel hodně pít. Když se Homer vrátí domů, zjistí, že je jeho rodina pryč, a napadne ho Spasitel, který je však rázem zkrocen a Homer mu uteče. Homer se vydá k Vočkovi, kde mu Vočko oznámí, že tam byl předchozí noc a chtěl zapomenout na nepříjemnou vzpomínku. Vočko vysvětlí, že dal Homerovi speciální nápoj, který mu vymazal posledních 24 hodin paměti. Náčelník Wiggum řekne Homerovi, že předchozí večer došlo v jeho domě k domácímu násilí, které nahlásil Ned Flanders. Homerovi se okamžitě vybaví vzpomínka na předchozí noc, v níž se Wiggum vyptává Marge na monokl, který dostala, a Marge mu nervózně odpoví, že narazila do dveří. 
V domě Flandersových se Homer ptá Neda, co předchozí noc udělal. Ned přiznává, že neví, ale předpokládá to nejhorší. Stále zmatený Homer jde domů, kde se mu při pohledu na Marge vybaví vzpomínka, jak prosí Homera, aby toho nechal, a pak si bolestí tře oko. Zděšený představou, že Marge ublížil, jde Homer pro pomoc k Abeovi. Děda mu poví o novém přístroji profesora Frinka, jenž pomáhá lidem třídit vzpomínky. S pomocí této technologie Homer vidí sám sebe, jak přichází k Marge s jiným mužem v údajně kompromitující pozici. V retrospektivě Marge Homerovi řekne, že nechtěla, aby na to přišel, a tak se Homer rozhodne využít Barta a Lízu ze vzpomínky, aby mu pomohli odhalit identitu muže. Během jejich cesty Bart v retrospektivě zmlátí desetiletého a dvacetiletého Homera a omylem zničí vzpomínku na Homerův první polibek, který podle Barta byl s Apuem. S jejich pomocí se Homerovi podaří oživit paměť, která odhalí, že mužem je Duffman. Homer pak dojde k závěru, že ho Marge podváděla s Duffmanem. 
Homer nyní považuje svůj život za bezcenný a rozhodne se spáchat sebevraždu skokem z mostu. Začne si to rozmýšlet, ale je odstrčen svými „anděly strážnými“, Patty a Selmou. Při pádu se Homerovi promítne před očima jeho život. Poté se mu plně vybaví vzpomínky na předchozí noc – Marge chystala pro Homera, který končí veřejně prospěšné práce, večírek s překvapením a nechtěla, aby se o tom Homer dozvěděl. Duffman, kterého Marge najala, aby na večírku bavil, přinese láhev šampaňského Duff. Přešťastný Homer se snaží láhev otevřít, zatímco Marge Homera prosí, aby toho nechal, protože si ji chce nechat na oslavu. Zátka vyletí a zasáhne Marge do oka. Retrospektiva končí a Homer přistane na trampolíně, která je na večírku s překvapením na palubě lodi. 
Objeví se Lenny a Carl a způsobí vzpomínky, jež ukazují Homera, jak říká svým kamarádům v baru, že se cítí velmi provinile, protože se dozvěděl o večírku, na kterém Marge tak tvrdě pracovala. Když Vočko nabídne nápoj, Homer přesně předpoví, co se stane, a řekne Lennymu, aby se ujistil, že na večírku bude trampolína. Jak nyní Homer vydedukuje, celé město utajilo večírek a spoléhalo na to, že se tam Homer dostane překvapivým způsobem. Když se Homer zeptá Marge, proč lhala náčelníku Wiggumovi, tvrdí, že ho na večírku nechtěla, protože by přivedl svou manželku Sarah, kterou Marge nemá ráda. Nakonec Bart prozradí, že pes Homera napadl, protože se o něj nestará. Když se večírek rozjede naplno, Homer se rozhodne, že tentokrát nebude pít, a řekne Marge, že na tento okamžik na večírku a na úsilí, které do něj vložila, chce vzpomínat.

## Produkce
V rozhovoru pro Entertainment Weekly, který se týkal obnovení seriálu během 23. řady, se showrunner Al Jean rozhovořil o tom, jaké díly, které byly dříve odvysílány, by mohly dobře posloužit jako finále seriálu. Za nejsilnější kandidáty považuje epizody Cena smíchu a Věčný stín Simpsonovy mysli a dále je rozvádí: „Nemyslím si, že jsme seriálová show, a nemyslím si, že budeme mít finále ve stylu Ztracených, kde odhalíme nějakou pravdu o světě, kterou nikdo nikdy netušil. Kdykoli budeme dělat poslední epizodu, jen doufáme, že bude milá, věrná postavám, vtipná a dá vám příjemný pocit, kam by Simpsonovi směřovali.“.

## Kulturní odkazy
Název epizody a zápletka, kdy se Homer snaží vymazat nepříjemnou vzpomínku, odkazuje na film Věčný svit neposkvrněné mysli. Homerův život se objevuje v podobě videa na YouTube, které je parodií na video Noaha Kaliny, v němž je použita klavírní skladba Carly Comando „Everyday“, jež zazněla v původním videu. Scrat, veverka z Doby ledové, se objeví, když se snaží chytit žalud ze stromu, ale je poražena a odhozena školníkem Williem. Krusty prohlašuje, že se snažil udělat „Dona Ricklese o Arabech“, ale stal se z toho „Mel Gibson o Mexičanech“, čímž naráží na incident, kdy Gibson vykřikoval antisemitské urážky, spolu s Ricklesovou historií, kdy si dělal legraci z každé rasy a náboženské skupiny, která ho napadla, ale přesto zůstal vtipný a populární.
Vzpomínka na Homerův první polibek, jež je zničena, pochází z epizody 15. řady Takoví jsme nebyli. 
Scéna, v níž Homer stojí na mostě a je připraven skočit, je odkazem na film Život je krásný. Scéna, kdy Vočko říká Homerovi, že mu plive do pití, kopíruje podobnou scénu z filmu Memento. Epizoda také na různých místech nejasně odkazuje na film Hra, zejména během scény, kdy se Homer pokouší vzít si život.

## Přijetí
V původním americkém vysílání vidělo Věčný stín Simpsonovy mysli asi 10,15 milionu domácností, díl zvítězil ve svém vysílacím čase a získal rating 4,8.
Robertu Canningovi z IGN se epizoda líbila a uvedl, že „velmi dobře zvládla obojí tím, že Homera přenesla do jeho vlastní hlavy, když se snažil vzpomenout na události, které se staly předchozího dne. Chytrá, vtipná a vizuálně poutavá epizoda byla naprostým potěšením ke sledování.“ Dal jí hodnocení 8,8/10 a označil ji za vrchol řady. Richard Keller z TV Squad napsal, že jde o „zdaleka nejzajímavější díl (19. řady), který do úhledného děje zakomponoval humor, romantiku a trochu sci-fi. (…) Pravda, byla to další epizoda zaměřená na Homera – jedna z příliš mnoha v této řadě, ale autoři jí dali dostatek zvratů, aby diváka zaujala.“ V jiném článku na IGN Robert Canning, Eric Goldman, Dan Iverson a Brian Zoromski označili Věčný stín Simpsonovy mysli za nejlepší díl 19. řady s odůvodněním, že „je to fantastický vizuál epizody, který z ní dělá skutečně nezapomenutelný díl“. V roce 2012 Matt Zoller Seitz z časopisu New York označil Věčný stín Simpsonovy mysli za jednu z devíti pozdějších epizod Simpsonových, které jsou stejně dobré jako klasická éra seriálu. Screen Rant díl označil za nejlepší epizodu 19. řady. V roce 2014 díl showrunner Al Jean vybral jako jednu z pěti zásadních epizod v historii seriálu.
Na udílení cen Primetime Emmy 2008 získal díl cenu za vynikající animovaný pořad (za pořad kratší než jedna hodina).